# Phyllachora vallecaucana
Phyllachora vallecaucana är en svampart som beskrevs av Chardón 1930. Phyllachora vallecaucana ingår i släktet Phyllachora och familjen Phyllachoraceae.   Inga underarter finns listade i Catalogue of Life.